# Pteronymia serrata
Pteronymia serrata är en fjärilsart som beskrevs av Richard Haensch 1903. Pteronymia serrata ingår i släktet Pteronymia och familjen praktfjärilar. Inga underarter finns listade.